# Višelnica
Višelnica este o localitate din comuna Gorje, Slovenia, cu o populație de 67 de locuitori.